# Alessandro Lazzerini

Epigrafe di Alessandro Lazzerini nella Basilica di Santa Maria in Trastevere, Roma.

(dal testamento, 1836)
Monsignor Alessandro Lazzerini (Roma, 20 luglio 1765 – Roma, 31 gennaio 1836) è stato un religioso italiano.

## Biografia
Fu cerimoniere pontificio e auditore della Sacra Romana Rota. La sua biblioteca privata, per disposizione testamentaria, fu donata alla città di Prato.